# Richmond (Queensland)

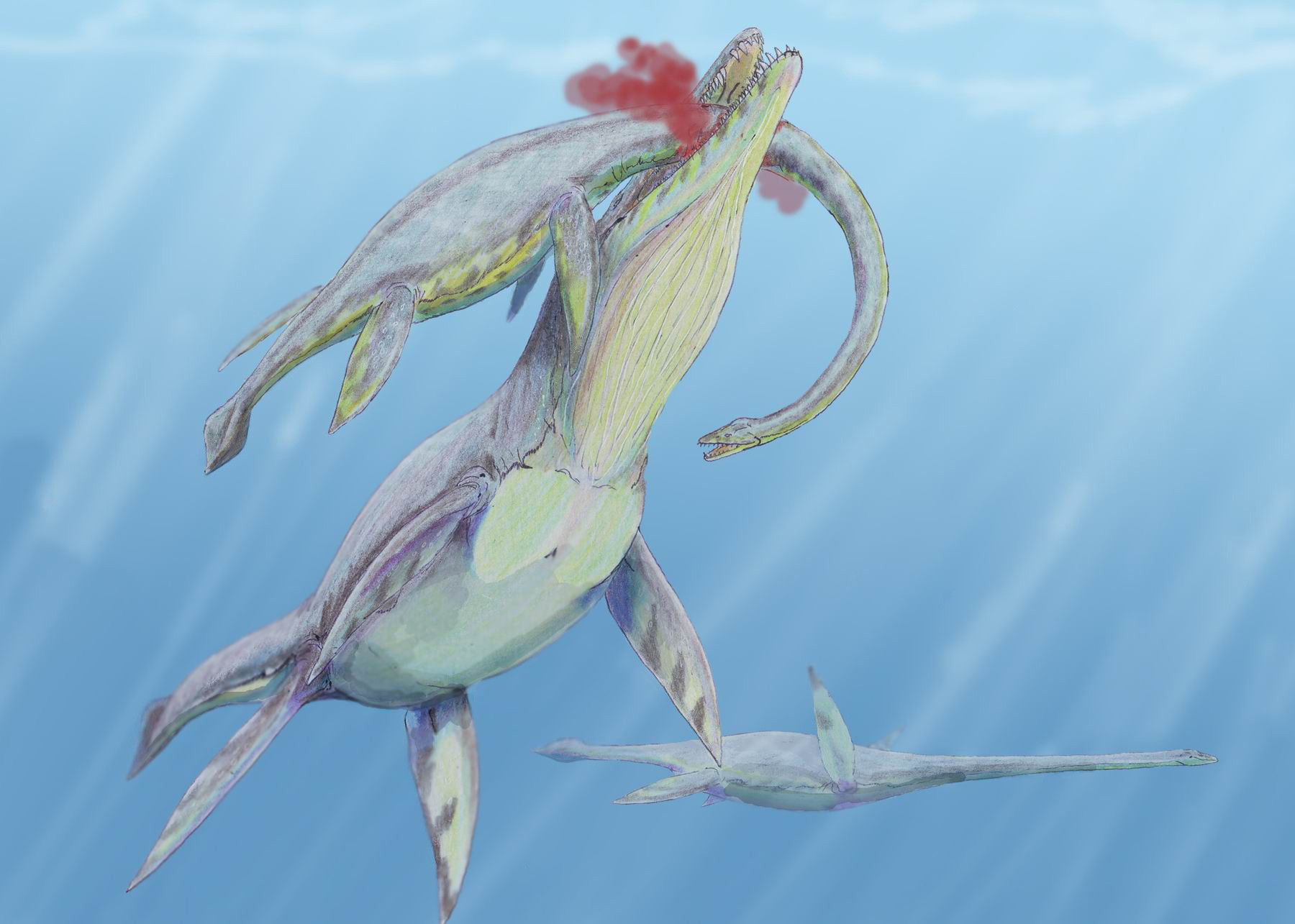
Ein Kronosaurus erbeutet einen Plesiosaurier aus der Gruppe der Elasmosaurier. Künstlerische Darstellung.

Richmond ist eine kleine Stadt, die 498 Kilometer westlich von Townsville und 406 Kilometer östlich Mount Isa in Queensland in Australien liegt. Richmond hat einen Flugplatz und wird von etwa 500 Menschen bewohnt. Der Ort liegt am Flinders Highway und Flinders River und ist der Verwaltungssitz des gleichnamigen lokalen Verwaltungsgebiets (LGA) Richmond Shire Council.
Richmond beherbergt das Kronosaurus Fossil Corner, ein Museum, in dem etwa 200 Fossilienexponate ausgestellt sind. Richmond liegt im Zentrum eines urzeitlichen Binnenmeeres, in dem der Kronosaurus, die größte bislang bekannte Gattung der Pliosaurier gefunden wurde. Das erste Fossil von Kronosaurus wurde 1889 dort gefunden. Neben diesem Museum gibt es für Touristen Unterkünfte und ein Schwimmbad mit Campingplatz.
Der Ort lebt neben den Einnahmen aus dem Tourismus von der Schaf- und Rinderzucht.